# Lloyd Cushenberry
Lloyd Cushenberry III (Carville, Luisiana, 22 de noviembre de 1997) más conocido como Lloyd Cushenberry, es un jugador profesional estadounidense de fútbol americano que se desempeña en la posición de center en Denver Broncos, equipo de la National Football League (NFL).

## Carrera
Fue seleccionado en la tercera ronda en la Reunión Anual de Selección de Jugadores de la NFL de 2020. Hizo su debut profesional con el equipo Denver Broncos, donde lleva jugando cuatro temporadas.